# Cuenta de capital
En macroeconomía, y en las finanzas internacionales, la cuenta de capital es uno de los tres componentes principales de la balanza de pagos; los otros son la cuenta corriente y la balanza financiera. Considerando que la cuenta corriente refleja el ingreso neto de una nación, la cuenta de capital y la cuenta financiera (balanza financiera) en su conjunto reflejan un cambio neto en la propiedad nacional de los activos.
El término "cuenta de capital" se utiliza con un significado más limitado por el FMI, la Unión Europea, México o Argentina y otros muchos países y entidades. El FMI divide lo que el resto del mundo llama "cuenta de capital" en dos divisiones de primer nivel: cuenta financiera y cuenta de capital, y por mucho la mayor parte de las operaciones son registradas en la cuenta financiera.

## La cuenta de capital en la macroeconomía
En la cuenta de capital se asientan las compras y ventas de activos y pasivos, como acciones, bonos y tierras. Hay un superávit en la cuenta de capital cuando las entradas por la venta de acciones, bonos, tierras, depósitos bancarios y otros activos superan los pagos por nuestras compras de títulos foráneos.
En un primer nivel:
Cuenta de capital = Cambio en la propiedad extranjera de activos domésticos - Cambio en la propiedad doméstica de activos extranjeros
Desglosando:

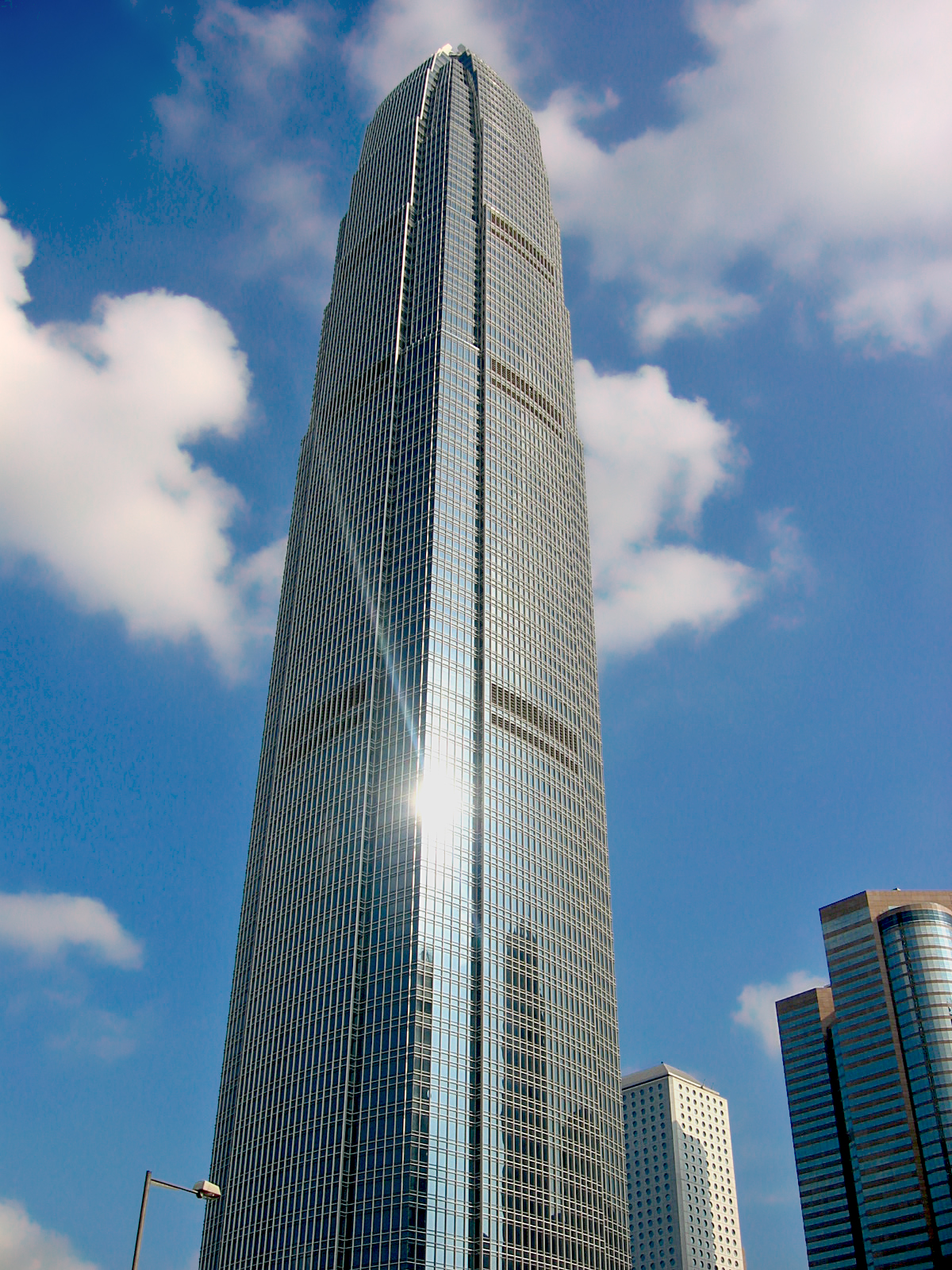
El Centro Financiero Internacional de Hong Kong. Nación con una cuenta de capital que registra récords de intercambios de propiedades con el extranjero.

Cuenta de capital  = Inversión extranjera directa + Inversión de cartera + Otras inversiones + Cuenta de reservas
- Inversión extranjera directa (IED): se refiere a la inversión de capital a largo plazo en la compra o construcción de maquinarias, edificios, o incluso plantas de producción. Si los extranjeros están invirtiendo en un país, existe un flujo de entrada y cuenta como un elemento de superávit en la cuenta de capital. Si los ciudadanos domésticos están invirtiendo en el extranjero, existe un flujo de salida que contará como un déficit. Después de la inversión inicial, cualquier ganancia anual no reinvertida fluirá en dirección opuesta, pero más bien será registrada en la cuenta corriente y no en la cuenta de capital.[2]

- La inversión de cartera se refiere a la adquisición de acciones y bonos. A veces se agrupa junto a "otros" como inversión a corto plazo. Al igual que la inversión extranjera directa, los ingresos derivados de estos activos se registran en la cuenta corriente — la entrada en la cuenta de capital solo será para cualquier compra y venta internacional de los activos de cartera.[2]

- Otras inversiones incluye los flujos de capital en las cuentas bancarias o aquellos suministrados en forma de préstamos. Grandes flujos a corto plazo entre las cuentas de las diferentes naciones se observan con frecuencia cuando el mercado es capaz de tomar ventaja de las fluctuaciones de los tipos de interés y/o el tipo de cambio entre las monedas. A veces, en esta categoría se puede incluir la cuenta de reservas.[2]

- La cuenta de reservas es operada por el banco central de un país, y puede ser una fuente de grandes flujos de capital para contrarrestar a los procedentes del mercado. La entrada de flujos de capital, especialmente cuando se combina con un superávit en la cuenta corriente, puede causar un aumento en el valor (apreciación) de una moneda nacional — mientras que los flujos de salida pueden provocar una caída en el valor (depreciación). Un gobierno puede intervenir (o el banco, si está autorizado a operar de forma independiente en este ámbito) si no considera que el mercado ha conducido el valor monetario al mejor interés del país.[3]

### Las operaciones del banco central y la cuenta de reservas
Los bancos centrales tienen dos herramientas principales que influyen en el valor de sus monedas nacionales: subir o bajar la tasa básica de interés y tener una mayor eficacia mediante la compra o venta de su moneda. Establecer una tasa de interés más alta que otros bancos centrales importantes tiende a atraer fondos a través de la cuenta de capital de la nación, y esto servirá para aumentar el valor de su moneda. Una tasa relativamente baja tendrá un efecto contrario. Desde la Segunda Guerra Mundial, las tasas de interés han sido en gran medida establecidas con miras a solucionar las necesidades de la economía nacional, aunque de todos modos cambiar el tipo de interés solo tiene un efecto limitado.
La capacidad de un país para prevenir la caída del valor de su propia moneda está limitada principalmente por el tamaño de sus reservas extranjeras, ya que necesita usar sus reservas para recomprar su moneda. A la inversa, no hay ningún límite inmediato que impida que la moneda de un país aumente de valor — ya que solamente el banco central tiene el poder de imprimir más de su propia moneda para poder venderla — aunque esta medida puede causar inflación si no son puestas en práctica otras medidas adicionales de mitigación. Todo ello puede conducir a presiones políticas por parte de otros países, si consideran que el país hace un uso excesivo de sus exportaciones competitivas.
Por ejemplo, durante el siglo XX el banco central de Gran Bretaña, el Banco de Inglaterra, a veces hacía uso de sus reservas para comprar grandes cantidades de libras esterlinas y así evitar la caída del valor de su moneda. El Miércoles negro fue el caso en el que había insuficientes reservas de divisas para realizar este procedimiento con éxito. Por el contrario, la China de principios del siglo XXI ha vendido efectivamente grandes cantidades de yuanes con el fin de evitar el aumento de su valor — y en el proceso ha erigido grandes reservas de moneda extranjera, principalmente dólares.
A veces la cuenta de reservas se clasifica por "debajo de la línea", y así no se reporta como parte de la cuenta de capital. Los flujos que van hacia o desde la cuenta de reservas pueden afectar sustancialmente la cuenta de capital global. Tomando nuevamente el ejemplo de China, excluyendo las actividades de su banco central, la cuenta de capital de China tuvo un gran superávit porque había sido receptora de muchas inversiones extranjeras. Sin embargo, si se incluye la cuenta de reservas, la cuenta de capital de China ha estado en un enorme déficit ya que su banco central compró grandes cantidades de activos extranjeros (principalmente bonos del Gobierno de los Estados Unidos) en un grado suficiente para compensar no solo el resto de la cuenta de capital, sino también el gran superávit en cuenta corriente.

### La esterilización
En la literatura financiera, un término comúnmente utilizado para referirse a las operaciones de un banco para mitigar dos posibles efectos indeseables en la entrada de capital (apreciación de la moneda y la inflación) es la esterilización. Dependiendo de la fuente, la esterilización puede significar un sencillo ciclo de reciclaje del capital entrante para evitar la apreciación de la moneda o una amplia gama de medidas para controlar el impacto inflacionario del capital entrante. El modo clásico para esterilizar el efecto inflacionario del dinero extra que desemboca en la base nacional de la cuenta de capital es realizar operaciones de mercado abierto por parte del banco central en donde se venden bonos a nivel nacional, así se absorbe el nuevo dinero en efectivo que de otra manera circularía en la economía interna. Una variedad de otras medidas se utilizan a veces. Un banco central en general produce una pequeña pérdida por sus operaciones de esterilización, según el interés que paga por la compra de activos en el extranjero para evitar la apreciación que en general es mucho menos de lo que debe pagar por los bonos que emite a nivel nacional para controlar la inflación. Sin embargo, en raras ocasiones se pueden obtener beneficios.

### La definición del FMI
La definición anterior es la que se utiliza ampliamente en la literatura económica, en la prensa financiera, las empresas y por los analistas del gobierno (excepto cuando informan al FMI) y por el Banco Mundial. Por el contrario, lo que el resto del mundo llama cuenta de capital se denomina la cuenta financiera del FMI, el OCDE, y la SNA de las Naciones Unidas. En la definición del FMI, la cuenta de capital representa un pequeño subconjunto de lo que la definición estándar designa como cuenta de capital, que comprende a las transferencias.
 Las transferencias son una forma de flujos, como donaciones, en lugar de los intercambios comerciales (es decir, compra y venta y el trueque). Las mayores transferencias entre las naciones son típicamente las ayudas externas, sin embargo la mayoría son registradas en la cuenta corriente. Una excepción es la condonación de la deuda, que en cierto sentido es la transferencia de la propiedad de un activo. Cuando un país recibe una condonación significativa de la deuda, típicamente comprenderá la mayor parte en la entrada de la cuenta de capital del FMI para ese año.
La cuenta de capital del FMI incluye algunos flujos que no son transferencias, son ventas que implican activos no producidos y no financieros - por ejemplo, recursos naturales como la tierra, arrendamientos y licencias, y activos de marketing, tales como marcas - no obstante las sumas en juego aquí son generalmente muy pequeñas y la mayoría de los movimientos de estos elementos se producen cuando tanto el vendedor y el comprador son de la misma nacionalidad.
Transferencias al margen de la condonación de la deuda registrada en la cuenta de capital del FMI incluyen la transferencia de bienes y activos financieros por las personas que emigran o llegan al país, la transferencia de propiedad de los activos fijos, la transferencia de los fondos recibidos por la venta o adquisición de activos fijos, regalos e impuestos sobre las sucesiones y daños no asegurados sobre el activo fijo.
Sin la representación del FMI, estos elementos pueden ser agrupados en otras subsecciones de la cuenta de capital. Por lo general la suma total es una cantidad muy pequeña en comparación con los préstamos, los flujos de entrada y salida de las cuentas bancarias de corto plazo.

## Controles de capital
Los controles de capital son medidas impuestas por el gobierno de un país destinadas a la gestión de las transacciones de la cuenta de capital. Estas incluyen la prohibición absoluta de algunas o todas las transacciones en la cuenta de capital, impuestos a las transacciones sobre la venta internacional de activos financieros específicos, o topes en el tamaño de las ventas internacionales y las compras de activos financieros específicos. Aunque por lo general están orientados al sector financiero, los controles pueden afectar a ciudadanos de a pie, por ejemplo, en la década de 1960, las familias británicas se encontraban en un punto en donde se les restringía el manejo de más de 50 £ para viajes vacacionales al extranjero. Los países sin controles de capital que limitan la compra y venta de su moneda a las tasas del mercado se dice que tienen plena convertibilidad de la cuenta de capital.
Después de los acuerdos de Bretton Woods establecidos al finalizar la Segunda Guerra Mundial, la mayoría de las naciones impusieron controles de capital para evitar grandes movimientos ya sea dentro o fuera de su cuenta de capital. Keynes, uno de los arquitectos del sistema de Bretton Woods, consideró que los controles de capital iban a ser un elemento permanente de la economía mundial.  Tanto las naciones desarrolladas, como las emergentes adoptaron controles; la teoría básica suponía que las grandes inversiones de entrada acelerarían el desarrollo de las economías emergentes, pero la evidencia empírica sugiere que es improbable que esto ocurra y de hecho las grandes entradas de capital pueden causar graves daños al desarrollo económico de una nación porque origina de su moneda se aprecie, lo que contribuye a la inflación, creando una “burbuja” insostenible en la actividad económica que a menudo precede a las crisis financieras. Las entradas de capital rápidamente se invierten y se desatan fugas de capitales después que la crisis se ha desencadenado.
Como parte del desplazamiento del keynesianismo en favor de las políticas orientadas hacia el libre mercado, los países comenzaron la eliminación de sus controles de capital, entre los años 1973-74 con los Estados Unidos, Canadá, Alemania y Suiza, seguidos por la Gran Bretaña en 1979. La mayoría de las otras economías desarrolladas y emergentes siguieron este patrón, principalmente en la década de 1980 y principios de 1990.
Una excepción a esta tendencia fue Malasia, que en 1998 impuso controles de capital a raíz de la crisis financiera de Asia en 1997.   Aunque la mayoría de las economías asiáticas no impusieron controles, después de la crisis de 1997 dejaron de ser importadores netos de capital y en su lugar se convirtieron en exportadores netos. Grandes flujos de entrada fueron dirigidos "hacia arriba" desde las economías emergentes hacia los Estados Unidos y otras naciones desarrolladas. Según el economista C. Fred Bergsten el gran flujo de entrada hacia los Estados Unidos fue una de las causas de la crisis financiera de 2007-2008.  En la segunda mitad del 2009, las bajas tasas de interés y otros aspectos del gobierno condujeron a responder a la crisis mundial y ha resultado en un incremento en la entrada de capital de las economías emergentes. En noviembre de 2009, el Financial Times informó que varias economías emergentes como Brasil e India han comenzado a aplicar o por lo menos han dado señales de la posible adopción de algunos controles de capital para reducir el flujo de capital extranjero en sus economías.